# Grønlands gletsjere
Grønlands gletsjere er frosne floder, der sammen med smeltevandet dræner indlandsisen.
I Grønland er der observeret øget kælvning og afsmeltning fra gletsjerfronten, og tilbagetrækningen af gletsjerne er blevet et almindeligt fænomen. Det falder sammen med en stigning i isstrømningshastigheden og dermed en destabilisering af massebalancen af indlandsisen, der er deres kilde.
Nettotabet i volumen og dermed bidraget til havniveaustigningen fra Grønland er fordoblet i de senere år fra 90 km3 i 1996 til 220 km3 i 2005 anslået til 290 km3 i 2019. Omkring den ene halvdel er fra gletsjerne og den anden halvdel er fra afsmeltningen.
Tre gletsjere – Helheim-gletsjeren, Kangerlussuaq-gletsjeren og Jakobshavn Isbræ – dræner mere end 16 % af den grønlandske indlandsis.

## Kendte gletsjere
Grønlands indlandsis føder et stort antal gletsjere, deriblandt 22 større gletsjere , og se detaljer om størrelsen og strømmen m.m. af nogle af de større gletsjere her.
- Den Nordøstgrønlandske isstrøm[4]

- Eqip Sermia, i daglig tale "Eqi"[5]

- Hann-gletsjeren (tysk)[6]

- Helheim-gletsjeren, en af de hurtigste gletsjere med en hastighed på op til 30m/d[7][8][9]

- Hiawatha-gletsjeren, der skjuler et kæmpekrater efter et meteoritnedslag

- Ilulissat Isbræ = Jakobshavn Isbræ = Sermeq kujalleq er verdens hurtigste gletsjer med en hastighed på op til 46m/d[10][11][12]

- Kangerlussuaq-gletsjeren eller Russell Glacier[13]

- Nioghalvfjerdsfjordsgletsjeren

- Petermann-gletsjeren[14][15][16]

- Rink Isbræ eller Kangilliup Sermia, en af de største gletsjere i V-Grønland, se en:Rink Glacier

- Steenstrupgletsjeren